# Докинз, Ричард
Кли́нтон Ри́чард До́кинз (англ. Clinton Richard Dawkins; род. 26 марта 1941, Найроби, Британская Кения) — английский этолог, эволюционный биолог, учёный (индекс Хирша 19) и популяризатор науки. Заслуженный сотрудник Нью-колледжа. С 1995 по 2008 год работал профессором Оксфордского университета в составе Саймонского профессората популяризации науки.
Докинз стал известен в 1976 году, когда вышла в свет его книга «Эгоистичный ген», в которой обосновывается геноцентричный взгляд на эволюцию. В 11 главе этой книги также был введен в лексикон термин «мем», обозначающий единицу культурной информации (аналогичную гену в генетике), копирующуюся и передающуюся от одного носителя к другому и подверженную мутации, естественному отбору и искусственной селекции. В 1982 году Докинз сделал значительный вклад в понимание эволюции, написав книгу «Расширенный фенотип», в которой изложил идею, что фенотипические эффекты гена не ограничены организмом особи и могут простираться на среду обитания, включая организмы других особей.
Докинз — атеист, вице-президент Британской гуманистической ассоциации, известный участник движения Brights. Хорошо известен как критик креационизма и разумного замысла. В своей книге 1986 года «Слепой часовщик» Докинз оспаривает аналогию с часовщиком (англ.) — креационистский аргумент в пользу существования сверхъестественного создателя, базирующийся на том, что человек, как и часы, является сложным объектом, а значит, тоже должен иметь создателя. В своей книге Докинз показывает, что в качестве «создателя» наблюдаемых людьми сложных организмов выступает слепой процесс эволюции. С тех пор он написал несколько научно-популярных книг, неоднократно появлялся на радио и телевидении и участвовал во множественных дискуссиях, преимущественно на эту тему. В своей книге 2006 года «Бог как иллюзия» Докинз освещает множество проблем касательно религии и, в частности, утверждает, что вероятность существования какого-либо сверхъестественного создателя крайне мала, а религиозная вера — это иллюзия. По состоянию на январь 2010 года книга на английском языке была распродана тиражом более двух миллионов экземпляров и переведена на 31 язык.

## Биография
Ричард Докинз родился в Найроби, Кения. Его отец, Клинтон Джон Докинз (1915—2010), был гражданским сельскохозяйственным чиновником в Британской колониальной службе в Ньясаленде (теперь Малави). У Докинза есть младшая сестра. Его отец был призван в качестве королевского африканского стрелка во время Второй мировой войны и вернулся в Англию в 1949 году, когда Ричарду было восемь лет. Его отец получил в наследство Нортон-Парк, который из загородного поместья был превращён им в ферму. Оба его родителя интересовались естественными науками и старались отвечать на вопросы Ричарда в научной терминологии.
Докинз описывал своё детство как типично англиканское. Хотя он начал испытывать сомнения в существовании Бога, когда ему было девять лет, на тот момент телеологический аргумент казался ему убедительным и он продолжал считать себя христианином. В более поздней юности он пришёл ко мнению, что эволюция является более полным и убедительным объяснением сложности жизни, и перестал верить в Бога.
Докинз изучал зоологию в Колледже Баллиол, Оксфорд, где его руководителем был обладатель Нобелевской премии Николас Тинберген. После окончания колледжа в 1962 году он продолжил обучаться под руководством Тинбергена и к 1966 году получил степень доктора философии. Тинберген занимался исследованием поведения животных, в частности инстинкта, обучения и принятия решений. Работы Докинза того периода также касались моделей принятия решений у животных. Он также получил степень доктора науки DSc в Оксфорде.
С 1967 по 1969 годы был старшим преподавателем зоологии в Калифорнийском университете в Беркли. В то время студенты и преподаватели университета участвовали в протестах против Вьетнамской войны, в которых принял участие и Докинз. Он вернулся в Оксфордский университет в 1970 году, где занял должность старшего преподавателя, а в 1990 году — профессора зоологии. В 1995 году он был назначен на должность профессора Симони, учреждённую Чарльзом Симони с целью популяризации науки в какой-либо научной области.
В 2008 году Докинз ушёл с должности профессора.

### Личная жизнь
- 16 августа 1967 года Докинз женился на этологе Мэриан Стемп, они развелись в 1984.
- В том же году он женился на Ив Барэм. С ней он тоже расстался, и в 1999 году она умерла от рака[18].
  - В 1984 году у пары родилась дочь Джульетта Эмма Докинз.
- В 1992 году он женился на Лалле Уорд[19]. С ней он познакомился через их общего друга Дугласа Адамса, с которым она работала над сериалом «Доктор Кто». Развёлся в 2016 году.
- В 2021 году женился на словацкой переводчице и иллюстраторе Яне Лензовой.

## Эволюционная биология

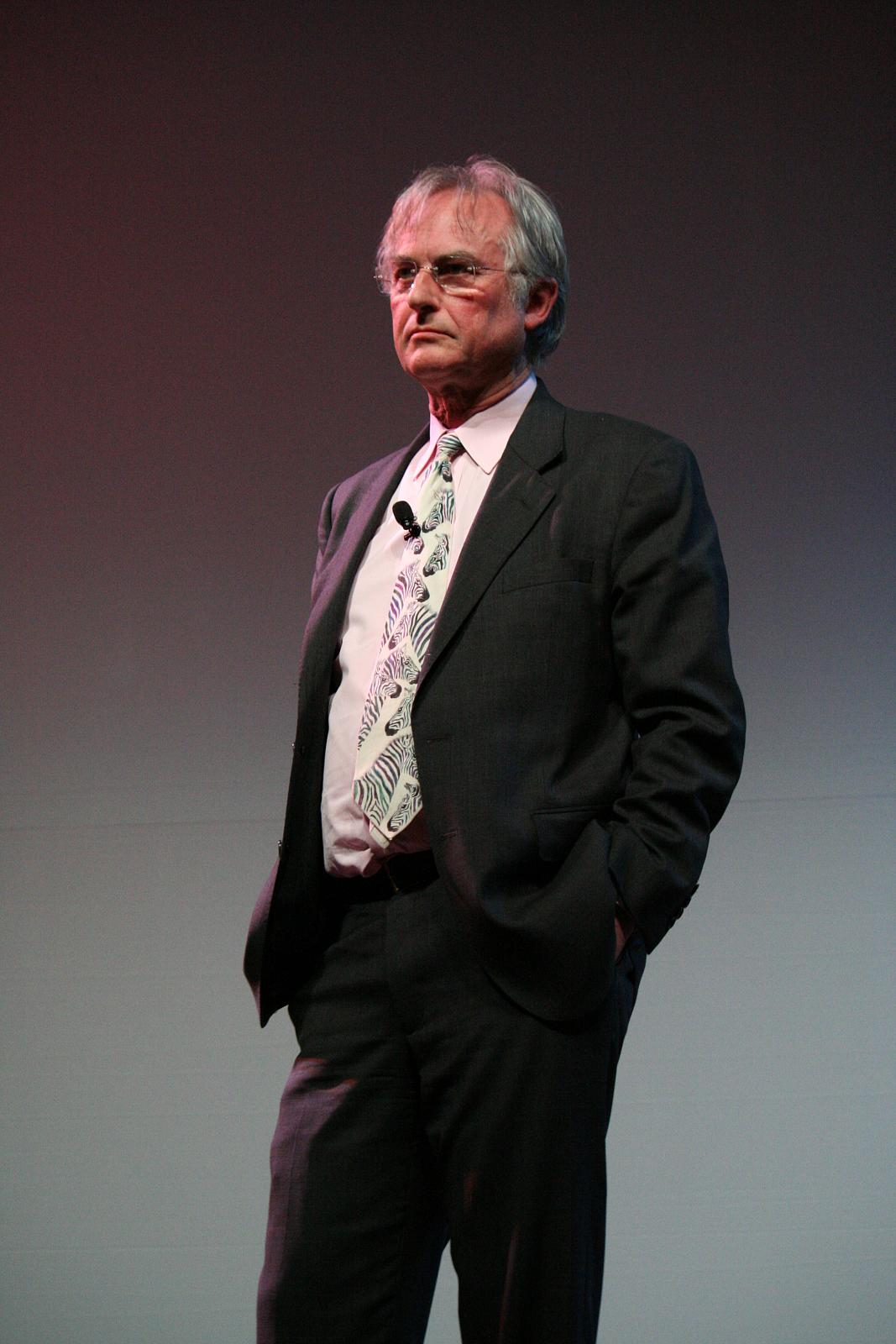
Докинз в 2008 году

В своих научных работах Докинз развивает геноцентрический взгляд на эволюцию. Эту позицию он описывает в своих книгах «Эгоистичный ген» и «Расширенный фенотип». Как этолог, изучающий поведение животных и его роль в естественном отборе, он продвигает идею, что ген является ключевой единицей отбора в эволюции.
Докинз скептически относится к неадаптивным процессам в эволюции и отбору на уровнях «выше» генов. В особенности он скептичен к целесообразности применения группового отбора для понимания феномена альтруизма. На первый взгляд такое поведение кажется эволюционным парадоксом, поскольку оно сопряжено с затратой ценных ресурсов и, таким образом, уменьшает приспособленность организма. Многие интерпретировали это как аспект группового отбора: особи выбирают такую стратегию поведения, которая помогает выжить не только им, но и популяции или виду в целом. Британский эволюционный биолог Уильям Дональд Гамильтон предложил использовать геноцентрический подход для объяснения альтруизма — особи ведут себя так по отношению к своим близким, поскольку те обладают большим количеством общих с ними генов. Похожим образом Роберт Триверс, используя подход геноцентрической модели, разработал теорию взаимного альтруизма, где организм действует во благо другого организма в ожидании будущей выгоды. Докинз популяризовал и развил эти идеи в «Эгоистичном гене».
Критики подхода Докинза полагают, что рассматривать ген как единицу отбора — отдельного случая, в котором особь либо оставляет потомство, либо нет — ошибочно, поскольку ген лучше подходит для роли единицы эволюции — долгосрочных изменениях в частоте аллелей в популяции. Часто также высказывается возражение, что гены не могут выжить в одиночку, а должны действовать согласованно в едином организме и, соответственно, не могут служить независимой «единицей». В «Расширенном фенотипе» Докинз пишет, что вследствие генетической рекомбинации и полового размножения с точки зрения отдельного гена все остальные гены особи являются частью среды, к которой он адаптируется.

## Мнение о креационизме
Докинз является заметным критиком креационизма, религиозного убеждения, что вселенная и человечество были созданы Богом. Он описывает позицию младоземельных креационистов, утверждающих, что Земле всего несколько тысяч лет, как «нелепую, сужающую разум ложь». В своей книге «Слепой часовщик» Докинз критикует аналогию часовщика, телеологический аргумент в пользу креационизма, описанный теологом Уильямом Пейли в 1802-м году. Аргумент Пейли заключался в том, что поскольку часы слишком сложны, чтобы произойти по воле случая, то и живые существа, обладающие ещё большей сложностью, должны быть кем-то созданы намеренно. Позиция Докинза же заключается в том, что естественный отбор в полной мере объясняет кажущуюся практичность и сложность биологического разнообразия, и даже если проводить аналогию с часовщиком, то лишь с бездушным, неразумным и слепым часовщиком.
В 1986 году он вместе с Мейнардом Смитом принял участие в дебатах с младоземельными креационистами Эдгаром Эндрюсом и Артуром Уайлдером-Смитом. В основном же Докинз следует совету Стивена Гулда не вступать в публичные дискуссии с креационистами, поскольку они не боятся быть повержены в споре, для них гораздо важнее внимание, которое дают им подобные мероприятия.
Докинз также является яростным противником включения концепции разумного замысла в программу образования, описывая её как «вовсе не научный, а религиозный спор».
В книге «Самое грандиозное шоу на Земле: Доказательства эволюции» Докинз приводит доказательства эволюции из разных областей науки (молекулярная биология, сравнительная анатомия, биогеография, палеонтология и т. д.), критикует многие утверждения креационистов, а также предпринимает попытку опровержения креационизма с точки зрения экономики, сравнивая теории креационистов с плановой экономикой, а принципы эволюции — с законами свободного рынка.

## Атеизм и рационализм
Докинз широко известен как атеист и критик религии. Его часто характеризуют как красноречивого, воинствующего рационалиста и даже «главного атеиста Великобритании». В 1996 году, когда его спросили, предпочёл бы он быть известен как учёный или воинствующий атеист, он ответил: «Бертран Рассел называл себя страстным скептиком. Я бы выбрал это, хотя и мечу высоко».
Докинз считает, что понимание эволюции привело его к атеизму, и что религия несовместима с наукой. В книге «Слепой часовщик» он пишет:

До Дарвина атеист, следуя логике Юма, мог бы сказать: «У меня нет объяснения биологической сложности жизни. Я могу лишь заключить, что Бог не является убедительным объяснением, так что нам остаётся лишь ждать и надеяться, что кто-нибудь предложит что-нибудь лучше». Хотя эта позиция и является логически обоснованной, она могла оставить чувство неудовлетворённости. Открытия Дарвина же позволили атеистам иметь более целостную позицию.Оригинальный текст (англ.)An atheist before Darwin could have said, following Hume: "I have no explanation for complex biological design. All I know is that God isn't a good explanation, so we must wait and hope that somebody comes up with a better one." I can't help feeling that such a position, though logically sound, would have left one feeling pretty unsatisfied, and that although atheism might have been logically tenable before Darwin, Darwin made it possible to be an intellectually fulfilled atheist.
В эссе 1991 года «Вирусы разума» он предположил, что теория мемов может помочь в объяснении феномена религиозной веры и некоторых особенностей религий, таких как понятия о каре, ожидающей неверующих. Согласно Докинзу, вера, не основанная на доказательствах, является одним из главнейших зол в мире. Докинз известен своей неприязнью к религиозному экстремизму, начиная с исламистских террористов, и заканчивая христианскими фундаменталистами. Помимо них он также вступал в дискуссии с более либеральными верующими и религиозными учёными, включая биологов Кеннета Миллера и Френсиса Коллинза, и теологов Алистера Макграта и Ричарда Харриза. Несмотря на это, Докинз описывал себя как культурного христианина, и даже, не без свойственного ему чувства юмора, предлагал слоган «Атеисты за Иисуса Христа».
Докинз в особенности стал известен после публикации его книги «Бог как иллюзия» в 2006 году, продажи которой превзошли все его предыдущие работы. Многие увидели в этом успехе признак смены культурного духа времени, совпавшего с ростом популярности атеистической литературы. Среди прочих о книге положительно отозвались нобелевские лауреаты Харольд Крото и Джеймс Уотсон, а также психолог Стивен Пинкер.

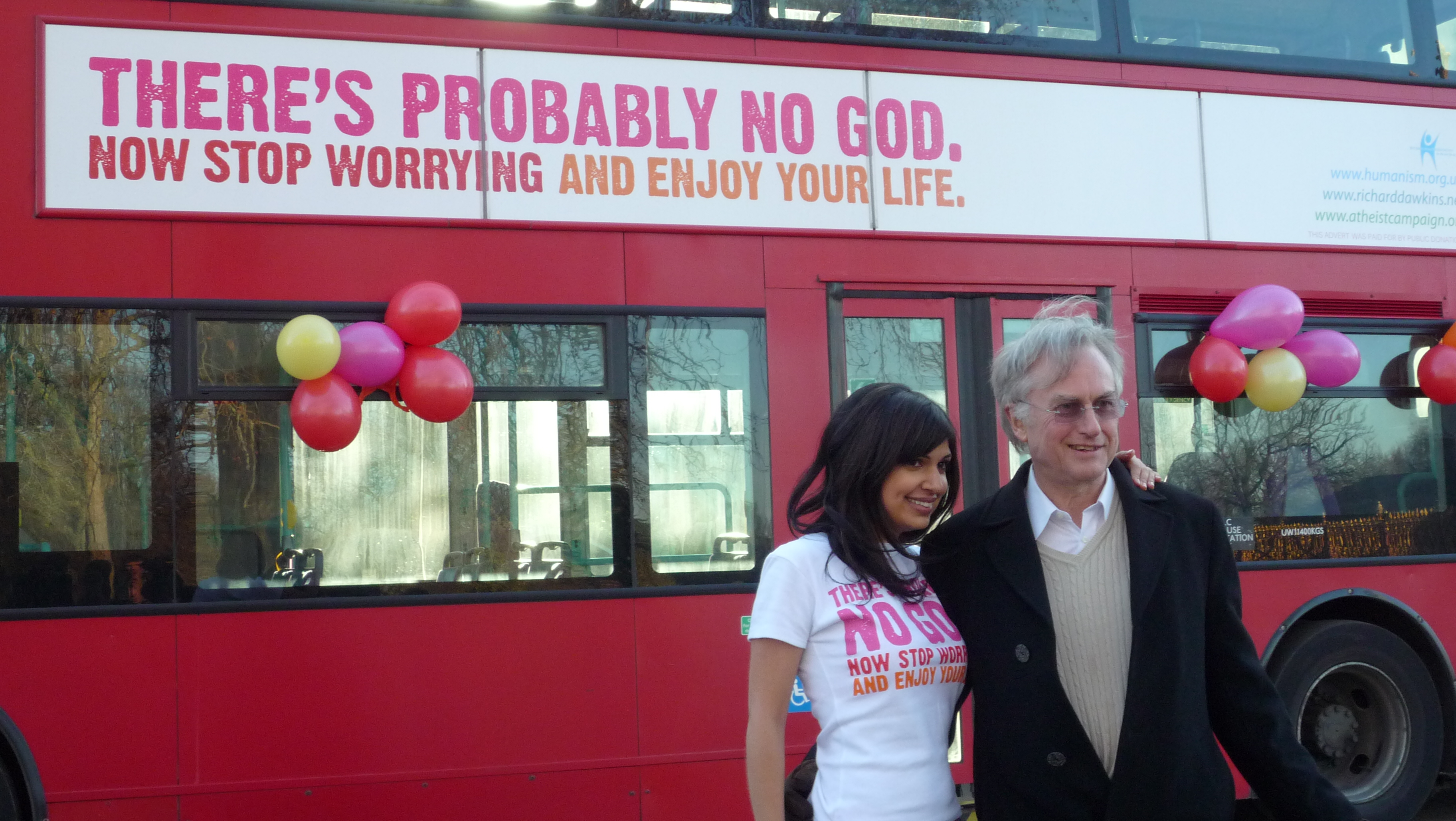
Докинз и Эриан Шерин на открытии Атеистической рекламной кампании на автобусах

В январе 2006 года Докинз стал ведущим документального фильма «Корень всех зол?», где он обратил внимание на пагубное влияние религии на общество. Сам Докинз был против такого названия, поскольку считал, что религия не должна считаться корнем всех зол. Критики указали на то, что в передаче уделено слишком много внимания маргинальным фигурам и экстремистам и что стиль повествования Докинза не способствует его цели и схож с подходом религиозных фундаменталистов больше, чем с холодным аналитическим подходом настоящей науки. Докинз отверг эти обвинения, указав на то, что время, уделяемое в эфире умеренной религии, уже является достаточным противовесом экстремистам, представленным в передаче. Он также заметил, что взгляды, которые в умеренном обществе считаются экстремистскими, в консервативном обществе могут посчитать общепринятыми.
В октябре 2008 года Докинз официально поддержал Атеистическую рекламную кампанию на автобусах. Проект был создан журналисткой The Guardian Эриан Шерин под управлением Британской гуманистической ассоциации и был направлен на сбор средств для размещения атеистических слоганов на автобусах Лондона. Первоначально ставилась цель собрать 5500 £ и Докинз пообещал пожертовать ещё столько же, однако кампания имела огромный успех, и в первые четыре дня было собрано более 100 000 £. В январе 2009 года были запущены автобусы со слоганом «По всей вероятности, бога нет. Хватит волноваться, наслаждайтесь жизнью».
Астрофизик Мартин Рис, считающий себя хоть и неверующим, но христианином с культурной точки зрения, в книге «Наша космическая обитель» высказывал мнение, что нападки Докинза на религию ничему не способствуют.
В ответ на высказывания, что подобные вопросы лежат за пределами науки, Докинз поинтересовался, какими знаниями обладают теологи о космологических вопросах, которые недоступны учёным. Также Докинз писал, что есть существенная разница между верой, которую люди готовы защищать при помощи логики и доказательств, и верой, основанной лишь на традиции, авторитете и откровениях. В пример «правильных» верующих учёных он привёл Джона Полкинхорна и Френсиса Коллинза, однако отметил, что их вера в некоторые моменты христианской религии до сих пор вызывает у него недоумение.
Докинз иронично замечает, что «существование Бога является такой же научной гипотезой, как и любая другая гипотеза о существовании чудес». Он не согласен с принципом «непересекающихся магистерий», введёным Стивеном Гулдом, который заключается в том, что наука не пересекается с религией. В интервью журналу «Time» Докинз сказал:

Я думаю, что позиция Гулда была исключительно политической уловкой, чтобы привлечь людей, занимающих умеренные религиозные позиции, в лагерь науки. Но это пустая затея. Существует множество мест, где религия вовлечена в научную полемику. Любая вера в чудеса прямым образом противоречит не только научным фактам, но и самому научному духу.Оригинальный текст (англ.)I think that Gould's separate compartments was a purely political ploy to win middle-of-the-road religious people to the science camp. But it's a very empty idea. There are plenty of places where religion does not keep off the scientific turf. Any belief in miracles is flat contradictory not just to the facts of science but to the spirit of science.

## Мемы и меметика
В последней главе книги «Эгоистичный ген» Докинз ввёл термин «мем», обозначающий единицу культурной информации (аналогичную гену в генетике), копирующуюся и передающуюся от одного носителя к другому и подверженную мутации, естественному отбору и искусственной селекции. Примерами могут служить мелодии, устойчивые языковые выражения, мода, технология постройки арочных сводов, навыки складывания оригами, элементы религиозной веры и т. д. Это было сделано для того, чтобы подчеркнуть, что молекулы ДНК — не единственные возможные репликаторы, способные послужить основой для дарвиновской эволюции. (В книге «Слепой часовщик» (1986) он также рассмотрел гипотезу Г. Кернс-Смита о зарождении жизни в результате эволюции ещё одного типа репликаторов — неорганических кристалликов глины). Сравнение с мемами, имеющими иную природу, должно было помочь читателю абстрагироваться от конкретной физической природы генов и перейти к представлению об абстрактном репликаторе произвольной природы. В примечаниях ко 2-му изданию «Эгоистичного гена» (1989 г.) Докинз указал на возрастающую популярность понятия «мем» и в связи с этим отметил:
«Это заставляет меня повторить, что мои покушения на человеческую культуру чрезвычайно скромны и сводятся практически к нулю. Мои истинные стремления <…> направлены совсем в другую сторону. Я хочу потребовать признания почти безграничной силы за чуть неточно самореплицирующимися единицами, если уж они возникли где-то во Вселенной. <…> Я не уверен, что человеческая культура в самом деле обладает всем необходимым для того, чтобы привести в действие какую-то форму дарвинизма. Но в любом случае этот вопрос играет в моих построениях лишь вспомогательную роль. <…> Моей целью было поставить ген на место, а не создавать великую теорию человеческой культуры».
В частности, Докинз оспаривал мнение некоторых своих коллег-биологов о том, что любая черта человеческого поведения или культуры обязательно должна давать какое-то биологическое преимущество в виде более успешного размножения генов. Докинз подчёркивал, что те или иные черты поведения и культуры могут существовать, потому что они способствуют успеху репликаторов какой-то иной природы, например, тех самых мемов. При этом Докинз в «Эгоистичном гене» отмечал существенные различия между генами и мемами и несовершенство аналогии между ними. Одновременно с Докинзом и до него похожие идеи предлагались и другими авторами.
В книге «Расширенный фенотип» Докинз также кратко обсуждал идею мемов как культурных репликаторов, снова отмечая существенные отличия между генами и мемами и неполноту аналогии между ними: 1) мемы не выстраиваются в хромосомы, и у них нет локусов; 2) точность копирования у них существенно ниже; 3) «мутации» мемов могут быть не только случайными, но и направленными. И дальше Докинз пишет:
«Всех этих несхожестей может показаться достаточно, чтобы счесть аналогию с генетическим естественным отбором бесполезной и даже решительно сбивающей с толку. Я лично подозреваю, что эта аналогия ценна главным образом не тем, что поможет нам понять человеческую культуру, а тем, что отточит наши представления о генетическом естественном отборе. Это единственная причина, по которой я так самонадеянно затронул данную проблему, ведь чтобы рассуждать о ней, я недостаточно знаком с имеющейся культурологической литературой».
Впоследствии идея мемов получила развитие в многочисленных работах других авторов, и на этой основе начало формироваться новое направление. Дуглас Хофштадтер в журнале «Scientific American» предложил назвать новое направление меметикой. Сам Докинз серьёзно развитием меметики не занимался, не считая краткого обсуждения идеи мемов в эссе «Вирусы разума» (1993) и в одной из глав книги «Бог как иллюзия» (2006) в приложении к проблеме религиозной веры. Профессиональный журнал «Journal of Memetics» просуществовал с 1997 по 2005 год. В настоящее время научный статус меметики носит спорный характер, некоторыми учёными это направление критикуется как псевдонаучное, однако имеет и ряд сторонников. Подробнее — см. в статьях «Мем» и «Меметика».
Как отмечает психолог и историк науки Джереми Бёрмэн в журнале «Perspectives on Science», Докинз не намеревался вводить понятие мема в качестве культурного аналога гена. Мем был лишь метафорой или риторическим приёмом для другой цели: переопределения единицы естественного отбора в биологии и смещения фокуса от генов к более общему двигателю эволюции — репликатору, лишь частным случаем которого являются гены. Вопреки распространённому мнению, в намерения Докинза не входило основание новой науки — меметики. Это произошло случайно. В своём эссе «Эгоистичный мем» (1999) Докинз писал:
«Меня время от времени обвиняют в предательстве мемов, отказе от своих взглядов… Но правда состоит в том, что мои первоначальные намерения были гораздо скромнее, чем могли бы желать некоторые сторонники меметики. <…> Слово [мем] было введено в конце книги, поскольку иначе могло бы показаться, что она превозносит „эгоистичный“ ген как конец и начало всего, фундаментальную единицу отбора. Существовал риск, что мои читатели могли неправильно понять послание как только о молекуле ДНК… Так и появился мем».

## Отзывы

### Положительные
Такие известные биологи как Уильям Гамильтон, Джордж Уильямс, Джон Мейнард Смит и Роберт Триверс высоко оценили книгу Докинза «Эгоистичный ген» и пришли к выводу, что он сделал нечто большее, чем просто объяснил их идеи. Джордж Уильямс в интервью заявил, что Докинз в своей книге продвинул некоторые вопросы гораздо дальше, чем он сам. По мнению Уильяма Гамильтона, в книге «Эгоистичный ген» Докинз «добился успеха в, казалось бы, невозможной задаче представить простым языком трудные для понимания темы последней мысли в эволюционной биологии» таким способом, который «удивил и оживил даже многих биологов-исследователей». По мнению философа Дэниела Деннета, книга Докинза — это «не только наука, но и философия в лучшем виде». Идеи об «эгоистичной ДНК», затронутые в этой книге, побудили некоторых учёных, включая известного химика Лесли Орджела и нобелевского лауреата Фрэнсиса Крика, на более детальное исследование этого вопроса. Идеи Докинза нашли основательное подтверждение после того как было открыто, что существенная часть «эгоистичной ДНК» состоит из транспозонов. Таким образом, идеи Докинза помогли объяснить, что происходит внутри геномов, задолго до того как секвенирование ДНК стало обычным делом.
По мнению зоолога, журналиста и популяризатора науки Мэтта Ридли, геноцентричный взгляд на эволюцию, отстаиваемый и выкристаллизованный Докинзом, в настоящее время играет центральную роль в теоретической эволюционной биологии, и «никакое иное объяснение не имеет смысла», хотя имеются и альтернативные взгляды. Также, по его словам, книга «Эгоистичный ген» «породила „золотую лихорадку“ среди писателей научно-популярной литературы, поскольку издатели начали прикладывать большие усилия в надежде найти новый „Эгоистичный ген“».
Российский биолог А. В. Марков даёт следующую оценку идеям Докинза, отражённым в книгах «Эгоистичный ген» и «Расширенный фенотип»:
Это геноцентрический подход к эволюции, который так и не успел прижиться среди российских биологов, хотя на западе получил широкое распространение, и большинство эволюционистов работают на основе этой модели. <…> Эта очень любопытная и полезная модель для понимания множества биологических явлений, которые в рамках традиционных представлений, ориентированных на групповой отбор, понять трудно. А с этой позиции их понять проще. Но идеи Докинза и его учителей встречают резкое отторжение, особенно у некоторых российских биологов, в силу своего кажущегося редукционизма, и многие просто не могут понять, как можно все свести к генам. Им кажется, что мы расщепляем все живое на слишком мелкие части и уничтожаем их целостную сущность. Это, по-моему, иллюзия, потому что мы ничего не уничтожаем: поняв, как работает эволюция на уровне генов, мы снова переходим на уровень целостного организма и видим, что и тут многое теперь стало понятнее.
В предисловии к русскому изданию книги «Расширенный фенотип» Марков характеризует Докинза как «одного из самых ярких и влиятельных мыслителей нашего времени», обладающего «широтой взгляда, присущей большим учёным», а идеи Докинза — как прочно вошедшие в научный обиход и «основанные на несокрушимой логике». При этом Марков отмечает, что некоторые их коллеги-биологи «по сей день почитают хорошим тоном обвинять Докинза в смертных грехах „генетического детерминизма“ и „редукционизма“» либо из-за недопонимания его идей, либо из-за предубеждений.
В обзоре «Доказательства эволюции», опубликованном коллективом российских учёных (биологов, палеонтологов, физиков) под ред. доктора биол. наук А. В. Маркова, даётся следующая характеристика Докинза:
Ричард Докинз — <…> один из крупнейших современных биологов-теоретиков. Он внес большой вклад в развитие нескольких важнейших научных идей (например, концепций «эгоистичного гена» и «расширенного фенотипа»), которые во многом определяют облик современной биологической «картины мира». Мировое научное сообщество по достоинству оценило вклад Докинза в развитие науки. Ярким подтверждением этому является книга, выпущенная издательством Оксфордского университета в 2006 году. Книга называется: «Ричард Докинз: ученый, изменивший наш образ мыслей» (Richard Dawkins: How a Scientist Changed the Way We Think (англ.)) и представляет собой сборник статей 26 известнейших ученых, в которых подробно обсуждается вклад Докинза в развитие научной мысли и критически разбираются его идеи. <…> Подавляющее большинство критиков (разумеется, кроме принадлежащих к лагерю антиэволюционистов) сходятся на том, что популярные книги Докинза написаны на очень высоком научном уровне и содержат минимальное количество неизбежных в этом жанре упрощений и неточностей.
Доктор биологических наук Дмитрий Шабанов характеризует Ричарда Докинза и гарвардского биолога Эдварда Уилсона как принадлежащих «к тонкому слою интеллектуальной элиты, обеспечивающей рост человеческого понимания».
Физик-теоретик Дэвид Дойч в своих книгах «Структура реальности» и «Начало бесконечности» высоко оценивает идеи Докинза о репликаторах и «эгоистичном гене» как имеющие огромную объяснительную силу. Он включает теорию эволюции, основанную на этих идеях (которую он называет теорией эволюции Дарвина—Докинза), в число четырёх наиболее важных, глубоких и фундаментальных объяснительных теорий о структуре реальности (тремя другими являются квантовая механика, теория вычислений и эволюционная эпистемология Карла Поппера). Книгу Докинза «Эгоистичный ген» Дойч характеризует как «блестящую». В одной из глав книги «Начало бесконечности» он также развивает представление об эволюции культуры, основанное на мемах, поскольку оно перекликается с эволюционной эпистемологией. При этом Дойч подразделяет мемы на рациональные и антирациональные и также отмечает существенные различия между генами и мемами. С точки зрения Дойча, идеи репликаторов и мемов объединяются с решением попперовских проблем в рамках эволюционной эпистемологии.
Российский журналист и публицист Анатолий Вассерман включил книгу Докинза «Слепой часовщик» в список четырёх книг, которые, по его мнению, следует прочитать каждому для формирования целостной научной картины мира и понимания окружающей реальности.
Некоторые учёные и популяризаторы науки положительно отзывались о книге Докинза «Бог как иллюзия»:
«Миру нужны… страстные рационалисты… Ричард Докинз выделяется острым умом своей книги „Бог как иллюзия“»
 — Джеймс Уотсон, лауреат Нобелевской премии по физиологии и медицине, один из первооткрывателей структуры молекулы ДНК.
«Громовой возглас истины… Как будто вышел на свежий воздух»
 — Мэтт Ридли, зоолог, научный журналист и популяризатор науки.
«Ричард Докинз — главный прорицатель нашего времени… „Бог как иллюзия“ продолжает его традицию заставлять людей задуматься»
 — Крейг Вентер, американский биолог и генетик, один из расшифровщиков генома человека.
«Это смелая и важная книга»
 — Десмонд Моррис, британский зоолог, этолог и популяризатор науки, автор книги «Голая обезьяна».
«По меньшей мере, один из лучших нынешних писателей в жанре научно-популярной литературы собрал свои мысли о религии в характерно изящной книге»
 — Стивен Пинкер, психолог и популяризатор науки.

### Критика
Антирелигиозные работы Докинза (книга «Бог как иллюзия» и несколько документальных фильмов на BBC) не раз подвергались критике со стороны некоторых биологов (К. Миллер, Ф. Коллинз,
Д. С. Уилсон),
богословов (А. Макграт, Р. Харриc),
философов (А. Плантинга,
Э. Кенни,
Т. Негель,
М. Рьюз)

и публицистов.
Российский философ и религиовед, специалист по десекуляризации и постсекуляризму Д. А. Узланер отметил схожесть «новых атеистов» и религиозных фундаменталистов на том основании, что «новый атеизм» возник как ответная реакция на рост религиозности в современном обществе.
Работы Докинза о религии — это аналог «новой хронологии» Фоменко и Носовского: видный представитель естественных наук пробует себя в гуманитарном пространстве, при этом высокомерно игнорируя уже имеющиеся в этом пространстве наработки. Надо сказать, что с медийной точки зрения оба проекта чрезвычайно успешны.
В то же время Узланер отмечает, что антирелигиозный фундаментализм приносит пользу тем, что противостоит религиозному фундаментализму и уменьшает вред от последнего.
Российский публицист, историк и музыкальный критик И. В. Смирнов считает Докинза пропагандистом воинствующего материализма, а его теорию мемов и так называемый «биологизаторский редукционизм» — псевдонаучными.
«Теория мемов» основана даже не на поверхностной, а на ложной аналогии с генетикой. Сочинения Докинза о религии — зеркальное отражение тех трудов, в которых креационисты опровергают палеонтологию, а отношение этого ученого к традиционным конфессиям, особенно к христианству, больше подходит для персонажа частушки «Мимо тещиного дома я без шуток не хожу…», чем для почтенного профессора. <…> Вот она, строгая наука. Собственные заповеди взамен библейских.
То, что я читал, напоминало «новую хронологию» и «научный креационизм». Как вообще образованные люди могли принимать подобные тексты всерьёз? Биолог Докинз вторгался в чужие дисциплины, не потрудившись ознакомиться даже со школьным учебником по предмету, который собрался переформатировать.
Профессор истории религий Орхусского университета, президент Международной ассоциации когнитивного изучения религии Армин Гирц в статье «Новые атеистические подходы в когнитивной науке о религии» отмечает:
Книги Деннета и Докинза никак не соотносятся с работами других исследователей религии и написаны не для них. Представления этих авторов о своем предмете прискорбно ограничены и обрывочны, они ссылаются на работы компаративистов полувековой давности, игнорируя при этом крайне важные и теоретически глубокие религиоведческие труды, написанные после 1970 года.
Среди прочего он отмечает, что сведения о карго-культе Ричард Докинз почерпнул из передачи BBC, а не из академических исследований.
Критике подвергается также сама концепция меметика. Подробней см. в соответствующей статье.
Философ науки Майкл Рьюз отзывается следующим образом:
«Во-вторых, в отличие от „новых атеистов“ я считаю нужным изучать предмет — и книга „Бог как иллюзия“ Докинза заставляет меня стыдиться того, что я тоже атеист. Докинз просто не дает себе труда разобраться в христианских аргументах, которые он заносчиво высмеивает».
Теолог Алистер Макграт считает, что Докинз безграмотен в вопросах христианской теологии и поэтому не способен вести дискуссию на тему религии и веры. В ответ на это Докинз спросил: «Необходимо ли разбираться в лепреконологии, чтобы перестать верить в лепреконов?» В книге «Бог как иллюзия» он также отсылает к американскому биологу Полу Майерсу, который сатиризировал аргумент, подобный приведённому Макгратом, в статье «The Courtier’s Reply».
Философ Энтони Кенни в «Times Literary Supplement» считает, что Докинз зачастую более точен, чем Макграт, в знании исторического богословия. Он замечает, что в дебатах между Докинзом и Макгратом оба не в состоянии провести различие между религиозным чувством и верой в Бога, и пишет: «Вера — это что-то большее, чем просто мнение, что существует Бог: это согласие с заявляемым Откровением, которое передаётся через священный текст или религиозную общину. Вера в религиозную доктрину, а не просто вера в Бога — вот реальная мишень книги Докинза „Бог как иллюзия“».
Критику работы «Бог как иллюзия» см. в соответствующей статье.
Выводы Докинза в пользу эволюции критикуются креационистами, например Джонатаном Сарфати в его книге «Величайшая мистификация. Опровержение взглядов Докинза на эволюцию» (The Greatest Hoax on Earth? Refuting Dawkins on Evolution, 2010).
Соня Султан упоминала: "Один очень известный эволюционный биолог сказал мне, что Ричард Докинз ненавидит взаимную причинно-следственную связь".

## Другие области
Будучи профессором, занимающимся популяризацией науки, Докинз был критиком псевдонауки и нетрадиционной медицины. В своей книге «Расплетая радугу» он рассматривает утверждение Джона Китса о том, что Ньютон, объяснив радугу, преуменьшил её красоту, и приводит доводы за противоположное заключение. Он полагает, что космос, миллиарды лет эволюции и микроскопические механизмы биологии и наследственности несут в себе больше красоты и чудес, чем мифы и псевдонаука. Докинз написал предисловие к книге Джона Даймонда «Snake Oil», посвящённой разоблачению нетрадиционной медицины, в котором заключил, что нетрадиционная медицина несёт вред хотя бы тем, что уводит людей от более действенных методов лечения и даёт людям ложные надежды. Докинз считает, что не существует нетрадиционной медицины. Есть только медицина, которая работает, и которая — нет.
Докинз выражал беспокойство ростом населения планеты и вопросами перенаселения. В «Эгоистичном гене» он касается вопроса роста численности населения, приводя в пример Латинскую Америку, популяция которой на тот момент удваивалась каждые 40 лет. Он критикует католический подход к планированию семьи, утверждая, что правители, запрещающие контрацепцию и ратующие за естественные методы контроля численности населения, получат в результате такого подхода лишь голод.
Являясь сторонником проекта «Большие обезьяны», Докинз написал статью для книги Great Ape Project, редакторами которой выступили Паола Кавальери и Питер Сингер.
В документальном фильме «Враги разума» Докинз рассматривает опасности, которые, по его мнению, влечёт за собой отказ от критического мышления и от объяснений, основанных на научных доказательствах. Он, в частности, приводит в пример астрологию, спиритуализм, лозоходство, нетрадиционную медицину и гомеопатию, а также рассказывает о том, как Интернет может служить средством для распространения религиозной ненависти и конспирологических теорий.
Продолжая сотрудничество с каналом Channel 4, Докинз принял участие в телевизионном документальном сериале The Genius of Britain вместе с такими учёными, как Стивен Хокинг, Джеймс Дайсон, Пол Нерс и Джим Аль-Халили. Сериал был посвящён основным научным открытиям в истории Британии и был показан в июне 2010 года.
В 2011 году Докинз присоединился к профессориату Нового гуманитарного колледжа, частного университета в Лондоне, основанного Энтони Грейлингом, который открылся осенью 2012 года.
В 2014—2015 годах участвовал в записи восьмого студийного альбома финской метал-группы Nightwish под названием Endless Forms Most Beautiful.
Неоднократно использовал выражения «mild rape» (с англ. — «мягкое изнасилование») и «mild paedophilia» (с англ. — «мягкая педофилия») и утверждал, что такие явления не оставляют серьезной психологической травмы для жертв в отличие от религии, за что подвергался критике со стороны различных людей и организаций.

## Награды и признание
Ричард Докинз имеет степень доктора наук (D.Sc.), которая была ему присуждена в Оксфордском университете в 1989 году. Также он имеет почётные степени университетов Хаддерсфилда, Вестминстера, Даремского университета, университетов Халла, Антверпена, Абердина, Валенсии, Свободного университета Брюсселя, Открытого университета.
Член Лондонского королевского общества (2001). Член Королевского литературного общества (1997). Почётный член оксфордского Баллиол-колледжа.
В 1987 году за книгу «Слепой часовщик» Докинз был удостоен награды Королевского литературного общества и Литературной награды газеты Los Angeles Times. Также Докинз награждён серебряной медалью Зоологического общества Лондона (1989), премией Майкла Фарадея, наградой Американской гуманистической ассоциации «Гуманист года» (1996; отозвано), наградой Кистлера (2001) и другими наградами.
- Morris D. Forkosch Book Award (2004)[90]

В 2012 году учёные, изучающие рыб в Шри-Ланке, назвали в честь Докинза новый род Dawkinsia.
В честь Ричарда Докинза назван астероид (8331) Докинз.
В 2013 году Ричард Докинз был признан британским журналом Prospect главным интеллектуалом мирового значения.
В 2021 году Американской гуманистической ассоциацией было отозвано награждение званием «Гуманист года» за 1996 год в связи с комментариями «под видом научного дискурса» о трансгендерной идентичности.
В 2021 году книга Ричарда Докинза «Эгоистичный ген» попала в число научно-популярных книг, которые в рамках проекта «Дигитека» распространяются в электронном виде бесплатно для всех читателей.

## Основные работы
Основная статья: Библиография Ричарда Докинза

### Научно-популярные книги
- The Selfish Gene (Эгоистичный ген) (1976; переизд., 1989, 2006).
  - Ричард Докинз. Эгоистичный ген = The Selfish Gene / Переводчик: Н. Фомина. — М.: АСТ: Corpus, 2013. — 512 с. — 5000 экз. — ISBN 978-5-17-077772-3.
  - Ричард Докинз. Эгоистичный ген = The Selfish Gene / Переводчик: Н. Фомина. — М.: Мир, 1993. — 318 с. — 15 000 экз. — ISBN 5-03-002531-6.
- The Extended Phenotype (Расширенный фенотип) (1982; переизд., 1999)[97]
  - Ричард Докинз. Расширенный фенотип: длинная рука гена = The Extended Phenotype: The Long Reach of the Gene / Переводчик: А. Гопко. — М.: АСТ: Corpus, 2010. — 512 с. — 7000 экз. — ISBN 978-5-271-31206-9.
- The Blind Watchmaker (Слепой часовщик) (1986; переизд., 1991, 1996, 2006).
  - Ричард Докинз. Слепой часовщик. Как эволюция доказывает отсутствие замысла во Вселенной[98] = The Blind Watchmaker. Why The Evidence Of Evolution Revears A Universe Without Design / Переводчик: А. Гопко. — М.: АСТ: Corpus, 2015. — 496 с. — 5000 экз. — ISBN 978-5-17-086374-7.
- River out of Eden: A Darwinian View of Life (Река, выходящая из Эдема) (1995).
  - Ричард Докинз. Река выходящая из Эдема = River out of Eden: A Darwinian View of Life / Переводчик А. Гопко. — М.: АСТ: Corpus, 2020. — 224 c. — 3000 экз. — ISBN 978-5-17-106348-1.
- Climbing Mount Improbable (Поднимаясь на гору Невероятного) (1996).
  - Ричард Докинз. Восхождение на гору Невероятности = Climbing Mount Improbable / Переводчик: Ю. Плискина. — М.: АСТ: Corpus, 2020. — 416 с. — 5000 экз. — ISBN 978-5-17-106160-9.
- Unweaving the Rainbow (Расплетая радугу) (1998).
  - Ричард Докинз. Расплетая радугу. Наука, заблуждения и потребность изумляться = Unweaving the Rainbow: Science, Delusion and the Appetite for Wonder / Переводчик: А. Гопко. — М.: АСТ: Corpus, 2020. — 448 с. — 3000 экз. — ISBN 978-5-17-094098-1.
- A Devil’s Chaplain (Капеллан дьявола; сборник эссе и статей) (2003).
  - Ричард Докинз. Капеллан дьявола: размышления о надежде, лжи, науке и любви = A Devil’s Chaplain: Reflections on Hope, Lies, Science, and Love / Переводчик: П. Петров. — М.: АСТ: Corpus, 2013. — 416 с. — 4000 экз. — ISBN 978-5-17-078143-0.
- The Ancestor’s Tale (Рассказ предка) (2004).
  - Ричард Докинз. Рассказ предка. Паломничество к истокам жизни = The Ancestor's Tale: A Piligrimage To The Dawn Of Evolution / Переводчик: С. Долотовская. — М.: АСТ: Corpus, 2015. — 768 с. — 7000 экз. — ISBN 978-5-17-084589-7.
- The God Delusion (Бог как иллюзия). (2006)
  - Ричард Докинз. Бог как иллюзия = The God Delusion / Переводчик: Н. Смелкова. — М.: КоЛибри, Азбука-Аттикус, 2012. — 560 с. — 3000 экз. — ISBN 978-5-389-00334-7.
- The Greatest Show on Earth: The Evidence for Evolution (Самое грандиозное шоу на Земле: Доказательства эволюции) (2009).
  - Ричард Докинз. Самое грандиозное шоу на Земле. Доказательства эволюции = The Greatest Show on Earth: The Evidence for Evolution / Переводчик: Дмитрий Кузьмин. — М.: АСТ: Corpus, 2012. — 528 с. — 2500 экз. — ISBN 978-5-271-41161-8.
- The Magic of Reality: How We Know What’s Really True (Магия реальности: откуда мы знаем что является правдой) (2011)
  - Ричард Докинз. Магия реальности. Как мы узнаём истину = The Magic of Reality: How We Know What’s Really True / Переводчик: П. Бунтман. — М.: АСТ: Corpus, 2014. — 272 с. — 2000 экз. — ISBN 978-5-17-086268-9.
- An Appetite for Wonder: The Making of a Scientist (Неутолимая любознательность: как я стал учёным) (2013)
- Brief Candle in the Dark: My Life in Science (Свеча в темноте: моя жизнь в науке) (2015)
- Science in the Soul: Selected Writings of a Passionate Rationalist (2017)
- Outgrowing God: A Beginner’s Guide (2019) («Перерастая Бога: пособие для начинающих», 2022)
- Flights of Fancy: Defying Gravity by Design and Evolution[англ.] (2021) («Полеты воображения», 2023).

### Эссе
- Viruses of the Mind (Вирусы разума), 1991

### Научные работы

#### 1960-е годы
- Dawkins, R. The ontogeny of a pecking preference in domestic chicks (англ.) // Z Tierpsychol : journal. — 1968. — Vol. 25, no. 2. — P. 170—186. — doi:10.1111/j.1439-0310.1968.tb00011.x. — PMID 5684149.
- Dawkins, R. Bees Are Easily Distracted (англ.) // Science : journal. — 1969. — Vol. 165, no. 3895. — P. 751—751. — doi:10.1126/science.165.3895.751. — PMID 17742255.

#### 1970-е годы
- Dawkins, R. Selective neurone death as a possible memory mechanism (англ.) // Nature : journal. — 1971. — Vol. 229, no. 5280. — P. 118—119. — doi:10.1038/229118a0.
- Dawkins, R. Growing points in ethology // Hierarchical organization: A candidate principle for ethology (англ.) / Bateson, P.P.G. and Hinde, R.A.. — Cambridge: Cambridge University Press, 1976.
- Dawkins, R.; Carlisle, T.R. Parental investment, mate desertion and a fallacy (англ.) // Nature : journal. — 1976. — Vol. 262, no. 5564. — P. 131—133. — doi:10.1038/262131a0.
- Treisman, M.; Dawkins, R. The "cost of meiosis": is there any? (англ.) // Journal of Theoretical Biology[англ.] : journal. — London: Academic Press, 1976. — Vol. 63, no. 2. — P. 479—484. — doi:10.1016/0022-5193(76)90047-3. — PMID 1011857.
- Dawkins, R. Universal Darwinism // Evolution from Molecules to Men (англ.) / Bendall, D.S.. — Cambridge: Cambridge University Press, 1976. — P. 403—425.
- Dawkins R. Replicator selection and the extended phenotype (англ.) // Z Tierpsychol. — 1978. — Vol. 47, no. 1. — P. 61—76. — doi:10.1111/j.1439-0310.1978.tb01823.x. — PMID 696023.
- Dawkins, R.; Krebs, J.R.; Dawkins, R.; Krebs, J.R.[англ.]. Animal signals: information or manipulation // Behavioural Ecology: An Evolutionary Approach (англ.). — Oxford: Blackwell Scientific Publications, 1978. — P. 282—309.
- Dawkins, R. Twelve Misunderstandings of Kin Selection (англ.) // Zeitschrift für Tierpsychologie. — 1979. — Vol. 51. — P. 184—200. — doi:10.1111/j.1439-0310.1979.tb00682.x.
- Dawkins, R.; Krebs, J.R. Arms races between and within species (англ.) // Proc. R. Soc. Lond., B, Biol. Sci.. — 1979. — Vol. 205, no. 1161. — P. 489—511. — doi:10.1098/rspb.1979.0081. — PMID 42057.
- Brockmann, H.J.; Dawkins, R.; Grafen A.; Dawkins, R.; Grafen A. Joint nesting in a digger wasp as an evolutionarily stable preadaptation to social life (англ.) // Behaviour : journal. — London: Academic Press, 1979. — Vol. 71, no. 3. — P. 203—244. — doi:10.1163/156853979X00179.
- Dawkins, Richard; Brockmann, H.J.; Grafen, A. Evolutionarily stable nesting strategy in a digger wasp (англ.) // Journal of Theoretical Biology[англ.] : journal. — 1979. — Vol. 77, no. 4. — P. 473—496. — doi:10.1016/0022-5193(79)90021-3. — PMID 491692.

#### 1980-е годы
- Dawkins, R. Good strategy or evolutionarily stable strategy // Sociobiology: Beyond Nature/Nurture? (англ.) / Barlow, G.W. and Silverberg, J.. — Colorado: Westview Press, 1980. — P. 331—337. — ISBN 0-89158-960-0.
- Dawkins, R., Brockmann, H.J. Do digger wasps commit the concorde fallacy? (англ.) // Animal Behaviour[англ.]. — Elsevier, 1980. — Vol. 28, no. 3. — P. 892—896. — doi:10.1016/S0003-3472(80)80149-7.
- Dawkins, Richard. In defence of selfish genes (англ.) // Philosophy. — 1981. — Vol. 56, no. 218. — P. 556—573. — doi:10.1017/S0031819100050580.
- Krebs, J.R., Dawkins, R.; Dawkins, R. Animal signals: mind-reading and manipulation // Behavioural Ecology: An Evolutionary Approach (англ.) / Krebs, J. R.; Davies, N.B.. — Oxford: Blackwell Scientific Publications, 1984. — P. 380—402. — ISBN 0-632-02702-9.

#### 1990-е годы
- Dawkins, R. Parasites, desiderata lists and the paradox of the organism (англ.) // Parasitology : journal. — 1990. — Vol. 100. — P. S63—73. — doi:10.1017/s0031182000073029. — PMID 2235064.
- Dawkins, R. Evolution on the Mind (англ.) // Nature. — 1991. — June (vol. 351, no. 6329). — P. 686—686. — doi:10.1038/351686c0.
- Hurst, L.D.; Dawkins, R. Evolutionary Chemistry: Life in a Test Tube (англ.) // Nature. — 1992. — May (vol. 357, no. 6375). — P. 198—199. — doi:10.1038/357198a0. — PMID 1375346.
- Dawkins, R. Evolutionary biology. The eye in a twinkling (англ.) // Nature. — 1994. — Vol. 368, no. 6473. — P. 690—691. — doi:10.1038/368690a0. — PMID 8152479.
- Dawkins, R. The Evolved Imagination (англ.) // Natural History : magazine. — 1995. — September (vol. 104, no. 9). — P. 8.
- Dawkins, R. Burying The Vehicle (англ.) // Behavioral and Brain Sciences[англ.] : journal. — 1994. — December (vol. 17, no. 4). — P. 616—617. — doi:10.1017/S0140525X00036207. Архивировано 15 июля 2008 года. Архивная копия от 15 сентября 2006 на Wayback Machine
- Dawkins, R.; Holliday, Robin. Religion and Science (англ.) // BioEssays[англ.] : journal. — 1997. — August (vol. 19, no. 8). — P. 743—743. — doi:10.1002/bies.950190817.
- Dawkins, R. The Pope's message on evolution: Obscurantism to the rescue (англ.) // The Quarterly Review of Biology[англ.] : journal. — University of Chicago Press, 1997. — Vol. 72, no. 4. — P. 397—399. — doi:10.1086/419951.
- Dawkins, R. Postmodernism Disrobed (англ.) // Nature. — 1998. — Vol. 394, no. 6689. — P. 141—143. — doi:10.1038/28089.
- Dawkins, R. Arresting evidence (англ.) // Sciences (New York). — 1998. — Vol. 38, no. 6. — P. 20—5. — doi:10.1002/j.2326-1951.1998.tb03673.x. — PMID 11657757.

#### 2000-е годы
- Dawkins, R. W. D. Hamilton memorial (англ.) // Nature. — 2000. — Vol. 405, no. 6788. — P. 733. — doi:10.1038/35015793.
- Dawkins, R. Should doctors be Darwinian? (англ.) // Transactions of the Medical Society of London. — 2002. — Vol. 119. — P. 15—30. — PMID 17184029.
- Blakemore C., Dawkins R., Noble D., Yudkin M. Is a scientific boycott ever justified? (англ.) // Nature. — 2003. — Vol. 421, no. 6921. — P. 314—314. — doi:10.1038/421314b. — PMID 12540875.
- Dawkins, R. The evolution of evolvability // On Growth, Form and Computers (англ.). — London: Academic Press, 2003.
- Dawkins, R. Viruses of the mind // Philosophy: Basic Readings (англ.) / Warburton, N.. — New York: Routledge, 2004. — ISBN 0-415-33798-4.
- Dawkins, R. Extended phenotype - But not too extended. A reply to Laland, Turner and Jablonka (англ.) // Biology & Philosophy[англ.] : journal. — June 2004. — Vol. 19, no. 3. — P. 377—396. — doi:10.1023/B:BIPH.0000036180.14904.96.

### Документальные фильмы
- «Хорошие парни финишируют первыми» (Nice Guys Finish First) (1986), критикующий социал-дарвинизм, в духе которого пытались истолковать книгу Докинза «Эгоистичный ген», и показывающий, что сотрудничество бывает выгодной стратегией взаимодействия. Фильм обращается не только к биологии, но к спорту, истории Первой мировой войны, теории игр (трагедия общин; дилемма заключённого, где наиболее успешной из десятков стратегий оказывается Tit for tat[англ.])
- «Слепой часовщик» (1987)
- «Вырастая во Вселенной» (1991)
- «Ломая научный барьер» (1996)
- «Большой вопрос. Часть 3. Почему мы здесь?» (2005)
- «Корень всех зол?» (2006)
- «Враги разума» (2007)
- «Гений Чарльза Дарвина» (2008)
- «Религиозные школы, угроза?» (2010)
- «Замечательные умы» (2012)
- «Секс, смерть и смысл жизни» (2012)
- «Неверующие» (2013)

### Участие в других проектах
- Доктор Кто: Украденная Земля (в роли себя)
- Краткое участие в Симпсонах
- Южный парк : 10 сезон 12 серия